# Sociedad Deportiva Lemona
Maillots
La Sociedad Deportiva Lemona est un ancien club de football espagnol basé à Lemona dans la communauté autonome du Pays basque. Le club disparaît en juillet 2012 à la suite de gros ennuis financiers.

## Histoire
La Sociedad Deportiva Lemona est fondée en 1923.
Bien que le club soit basé au sein d'une très petite localité (Lemoa a guère plus de 3 000 habitants), celui-ci réussi à arriver jusqu'en Segunda División B (troisième division).
Le club évolue dans les divisions régionales de 1929 à 1977. À la suite de la réforme des compétitions, le club obtient le droit d'évoluer en Tercera División (quatrième division) en 1977. Le club est relégué au niveau régional en 1985, mais remonte immédiatement en Tercera División. Il réussit l'exploit d'obtenir la promotion en Segunda División B (troisième division) la saison suivante, lui donnant ainsi deux promotions en deux ans.
Le club évolue en Segunda División B pendant 12 saisons consécutives, entre 1987 et 1999. Il se classe 4e du Groupe II en 1997, ce qui lui permet de disputer les barrages pour l'accession en Segunda División (deuxième division). Le club est toutefois battu lors des matchs de barrage par Xerez, la réserve du Sporting de Gijón, et l'UDA Gramenet.
Le club retombe en Tercera División en 1999, avant de remonter en Segunda División B en 2004. Il reste à ce niveau jusqu'en 2012, avant de faire faillite à la suite de gros ennuis financiers.
Bilan :
- 17 saisons en Segunda División B (D3)
- 14 saisons en Tercera División (D4)

## Palmarès
- Champion de Tercera División : 2001 et 2002

## Stade
Le club évoluait à l'Arnolagusia, qui disposait d'une capacité de 5 800 places.